# Universidad de San Juan
La Universidad de San Juan (St. John's University en inglés) es una universidad católica, de la Congregación de la Misión (Padres Paúles), cuyo campus principal se ubica en Queens, en la ciudad de Nueva York (Estados Unidos). Los Padres Paúles también dirigen otras dos universidades estadounidenses, la Universidad DePaul, y la Universidad de Niágara.

## Historia
Fue fundada en 1870 por la Congregación de la Misión en Brooklyn, a petición del primer Obispo de Brooklyn, John Loughlin, que quería que los jóvenes más pobres pudiesen tener acceso a una formación académica, moral e intelectual innaccesible entonces para ellos. Dichos fines coincidían plenamente con la misión de San Vicente de Paúl.
En 1960, la universidad se trasladó a su campus actual de 100 acres en Queens.
In 1999, St. John's adquirió La Salle Center en el condado de Suffolk, con una finca de 175 acres que incluye la mansión del antiguo presidente de Singer Corporation, Frederick Gilbert Bourne, y que actualmente se utiliza para recepciones y celebraciones.
En 2001, St. John's absorbió el College of Insurance, y ahora utiliza su edificio de cinco plantas en el bajo Manhattan como sede de la Facultad de Ciencias Empresariales Peter J. Tobin.

## Deportes
Los deportistas de St. John's compiten en la Big East Conference de la División I de la NCAA. El equipo de baloncesto es uno de los más importantes del país.